# آستون تراستی
آستون تراستی (انگلیسی: Auston Trusty؛ زادهٔ ۱۲ اوت ۱۹۹۸) بازیکن فوتبال اهل ایالات متحده آمریکا است.
از باشگاه‌هایی که در آن بازی کرده‌است می‌توان به فیلادلفیا یونیون و باشگاه فوتبال کلرادو رپیدز اشاره کرد.
وی همچنین در تیم‌های ملی فوتبال زیر ۲۳ سال و زیر ۲۰ سال ایالات متحده بازی کرده‌است.

## اوایل زندگی
تراستی متولد مدیا در پنسیلوانیا است. وی فوتبال را با باشگاه فوتبال Nether United شروع کرد. او قبل از پیوستن به مجموعه جوانان باشگاه فوتبال فیلادلفیا در دبیرستان Penncrest بازی کرد.

## تیم ملی
تراستی نماینده ایالات متحده در سطح زیر ۲۰ سال بوده‌است. در ۱۷ مه ۲۰۱۷، تراستی به جای مارلون فوسی مصدوم، در ترکیب تب راموس برای جام جهانی فوتبال زیر ۲۰ سال قرار گرفت. او پنجمین گل را در پیروزی ۶–۰ مقابل نیوزلند در ۱ ژوئن در طول مسابقات به ثمر رساند.
در ۲۰ دسامبر ۲۰۱۸، تراستی، همراه با هم باشگاهی خود، مارک مک‌کنزی، اولین دعوت خود را به تیم بزرگسالان ایالات متحده برای اردوی ژانویه ۲۰۱۹ دریافت کرد.
تراستی به فهرست اردوی آموزشی ژانویه ۲۰۲۲ ایالات متحده در فینیکس اضافه شد.